# NimbleBit
NimbleBit est un éditeur américain d'applications mobiles pour iOS et Android. Tiny Tower, Pocket Planes et Pocket Frogs comptent parmi les principaux titres.
L'entreprise a été cofondée par les frères David et Ian Marsh et est basée à San Diego.

## Jeux
Cet éditeur a créé divers jeux dont :
- Tiny Tower
- Disco Zoo
- Pocket Trains
- Pocket Planes
- Pocket Frogs
- Bit City (2017)